# Portugal no Coração
Portugal no Coração foi o talk show das tardes da RTP1, transmitido de segunda a sexta-feira entre 2003 e 2014.

## História
Estreou a 17 de fevereiro de 2003. Começou por ser produzido nos estúdios da RTP no Monte da Virgem. Os apresentadores eram José Carlos Malato, Merche Romero e Maria João Silveira. Marta Leite de Castro era a repórter do programa. A grande vantagem do programa era ser transmitido também pela RTP Internacional.
Em Setembro de 2007, o programa ganha um estúdio novo, em Lisboa, e passa a ser apresentado por Tânia Ribas de Oliveira e João Baião. 
A 14 de Janeiro de 2013, fruto de uma profunda reestruturação de grelha, Tânia Ribas de Oliveira e João Baião passam para a Praça da Alegria. José Carlos Malato e Marta Leite de Castro voltam assim a apresentar as Tardes do canal.
Em 2014, devido a problemas de saúde, José Carlos Malato abandonou o programa e foi substituído por Jorge Gabriel e devido à sua licença de maternidade, Marta Leite de Castro também abandonou o programa, sendo substituída por diversas apresentadoras da RTP.
O programa chegou ao fim no dia 13 de Junho de 2014 para dar lugar ao Verão Total. Com o fim do verão e com o término do Portugal no Coração, estreou no dia 22 de Setembro de 2014 o novo programa das tardes Há Tarde com Herman José e Vanessa Oliveira, substituindo o lugar ocupado na grelha pelo Portugal no Coração.

## Apresentação
- 2003 - José Carlos Malato, Merche Romero, Maria João Silveira e Marta Leite de Castro
- 2006 - Júlio Isidro, Marta Leite de Castro e Merche Romero
- 2007 - João Baião e Tânia Ribas de Oliveira
- 2013 - José Carlos Malato e Marta Leite de Castro
- 2014 - José Carlos Malato, Isabel Angelino, Serenella Andrade, Diamantina
- 2014 - José Carlos Malato e Marta Leite de Castro
- 2014 - Jorge Gabriel ou Mário Augusto e Marta Leite de Castro

## Apresentadores
- 2003-2006 / 2013-2014 - José Carlos Malato
- 2003-2007 - Merche Romero,
- 2003-2005 - Maria João Silveira
- 2006-2007 - Júlio Isidro
- 2003-2007 / 2013-2014 - Marta Leite de Castro
- 2007-2013 - João Baião
- 2007-2013 - Tânia Ribas de Oliveira
- 2014 - Jorge Gabriel
- 2014 - Mário Augusto
- 2014 - Serenella Andrade, Isabel Angelino, Teresa Peres, Cláudia Semedo, Diamantina (Uma apresentadora por semana)

## Repórteres
- 2014 - Catarina Camacho